# Zoran Jovanović (Volleyballspieler)
Zoran Jovanović (* 20. Mai 1984 in Tuzla, Bosnien und Herzegowina) ist ein serbischer Volleyballspieler.

## Karriere
Jovanović begann 1998 auf Initiative seines Sportlehrers seine Volleyball-Karriere. Von 2004 bis 2008 spielte der gebürtige Bosnier für den serbischen Verein OK Vojvodina Novi Sad. Anschließend war der Diagonalangreifer, der auch zur serbischen Junioren-Nationalmannschaft gehörte, in der Ukraine aktiv und gewann mit Lokomotiv Charkiw 2009 das nationale Double. Danach kehrte er nach Serbien zurück, wo er nach einer Saison bei Radnički Kragujevac wieder bei Novi Sad spielte. Insgesamt gewann er jeweils dreimal die serbische Meisterschaft und den Pokal. Außerdem sammelte er mit seinen Vereinen internationale Erfahrungen in der Champions League und den anderen Europapokal-Wettbewerben. 2011/12 spielte Jovanović beim deutschen Meister VfB Friedrichshafen, mit dem er 2012 den DVV-Pokal gewann. Anschließend wechselte er nach Griechenland zu A.O. Kifissias.